# 小林照子
小林 照子 (こばやし てるこ、1935年2月24日 - ) は、元コーセー取締役、美・ファイン研究所創業者。東京都練馬区出身。
長女は小林ひろ美。

## 来歴
3歳ころ両親が離婚、再婚した父に引き取られる。1942年に実父と死別し、継母の兄夫婦の養女となる。戦争の激化により養母の故郷である山形県狩川町に疎開。1951年に養母が死去し、納骨のため上京して自立を決意。東京で保険外交員をしながら、夜間は東京高等美容学院に通い美容師免許取得。
1958年から小林コーセーで美容部員として2年勤務した後、本社教育課に配属される。1964年、長女小林ひろ美を出産。1965年、同社マーケティング部に新設された美容研究室に異動。世田谷区下北沢に転居した際、自宅近くにアトリエを構え、若手指導を始める。1970年、アメリカに18日間視察旅行。1983年、小林コーセーが開校したザ・ベストメイクアップ・スクール（美容師養成施設ではない）初代校長に就任。1985年、小林コーセー女性初の取締役に就任。
1991年、コーセー取締役を辞任し、 株式会社美・ファイン研究所設立。1994年、フロムハンドメイクアップアカデミー（美容師養成施設ではない）開校。1997年、リバイタライズサロンクリーム（原宿）開店。2010年、青山ビューティ学院高等部東京校（原宿）。2012年、リバイタライズサロン京都sion。2013年、青山ビューティ学院高等部京都校設立。JMAN(Japan Makeup Artist Network)、医・美・心研究会、エンゼルメイク研究会等のボランティア活動。「小林照子の印象分析・表現システム 和=美」 (実用新案取得済) をIT制作した。

## 著書
- 小林照子『ザ・ベスト・メイキャップ―美しくなることに成功する本』講談社、1980年6月1日。ISBN 978-4062014236。 NCID BN11726309。
- 小林照子『ザ・ベスト・メイキャップ―美しくなることに成功する本』講談社〈HOME LIFE 新装増補版〉、1983年11月1日。ISBN 978-4062008464。 NCID BN10885872。
- 小林照子、藤井秀樹（撮影）『からだ化粧―写真集』日本芸術出版社、1984年1月1日。ISBN 978-4890111039。 NCID BN1512270X。　（写真集）
- 小林照子『メイキャッパー・小林照子』作品社〈輝いてworking 1〉、1986年7月1日。ISBN 978-4878933011。 NCID BA54284164。
- 小林照子『仕事も恋もメイクで変わる : 「見せたい自分」の演出法』大和出版、1991年1月1日。ISBN 978-4804701097。 NCID BA54285338。
- 小林照子『自分の「本当の魅力」に出会う本 : メイクを変えれば生き方も変わる』大和書房、1993年7月1日。ISBN 978-4479780113。 NCID BN11538127。
- 小林照子、藤井秀樹（撮影）『水の精 素肌化粧』光村推古書院、1993年8月28日。ISBN 978-4838101245。 NCID BN15113877。　（写真集）
- 小林照子『もっと輝く50歳からのメイク―ハッピーメイクで変身!』日経HR〈日経LifeSERIES〉、1999年12月1日。ISBN 978-4930746962。 NCID BA54585331。
- 小林照子『メイクの新「基本」テクニック―なりたい自分に変わる』旬報社〈朝日カルチャーセンター講座シリーズ 3〉、2001年11月1日。ISBN 978-4845107124。 NCID BA80145631。
- 小林照子『小林照子のハッピーメイク―自分らしさを生かしたら、こんなに素敵!』日本文芸社〈f.i.t.books〉、2002年5月1日。ISBN 978-4537201307。
- 小林照子『「温ケア&冷ケア」で肌は必ずキレイになる―手のひらエステ』青春出版社、2004年12月1日。ISBN 978-4413007634。 NCID BA75617833。
- 小林照子『髪と頭皮から毒出しマッサージ スカルプケア・デトックス』青春出版社、2006年4月29日。ISBN 978-4413008273。 NCID BA78130992。
- 小林照子『おうちでかんたんアンチエイジング・ケア』成美堂出版、2007年6月1日。ISBN 978-4415301518。 NCID BA83527780。
- 小林照子『美容の極意 : 美肌と若さを手に入れるお金をかけない「ひと手間」のケア』扶桑社、2007年9月8日。ISBN 978-4594054687。 NCID BA84006262。
- 小林照子、藤井秀樹（撮影）『森羅 からだ化粧』美術出版社、2008年2月11日。ISBN 978-4568103649。 NCID BA88862115。　（写真集）
- 小林照子『人を美しくする魔法〜夢は持ち続ければ必ずかなう』マキノ出版、2011年9月15日。ISBN 978-4837671657。 NCID BB09346311。
- 小林照子『死に逝くひとへの化粧 : エンゼルメイク誕生物語』太郎次郎社エディタス、2013年2月1日。ISBN 978-4811807584。 NCID BB12222485。
- 小林照子、麻子（詩）、藤井秀樹（撮影）『inspire 触発 : からだ化粧』自由国民社、2013年12月19日。ISBN 978-4426117528。 NCID BB15109332。　（写真集）
- 小林照子『これはしない、あれはする』サンマーク出版、2013年12月26日。ISBN 978-4763136725。
- 小林照子『80歳のケセラセラ。いくつになっても「転がる石」で』講談社〈講談社の実用BOOK〉、2015年11月26日。ISBN 978-4062198462。
- 小林照子『“ずっとキレイな人"だけが知っている 45歳から変えていく50のこと』三笠書房、2017年1月20日。ISBN 978-4837926689。
- 小林照子『小林照子のメイクの力: 年齢を重ねてもキレイになる』PHP研究所、2017年7月2日。ASIN B07FGT8HW3。
- 小林照子『小林照子流　ハッピーシニアメイク』河出書房新社、2019年10月17日。ISBN 978-4309287584。 NCID BB29169128。
- 小林照子『50歳から始める「きれい! 」の習慣』きずな出版、2019年10月19日。ISBN 978-4866630908。
- 小林照子『人生は、「手」で変わる。』朝日新聞出版、2019年11月20日。ISBN 978-4023318519。 NCID BB29731483。
- 小林照子『48歳からの「いい男」の条件 ~第一印象を決める自分プロデュース術~』きずな出版、2019年11月21日。ISBN 978-4866630946。
- 小林照子『なりたいようになりなさい』日本実業出版社、2020年6月4日。ISBN 978-4534057846。 NCID BC00776636。
- 小林照子『美しく生きるヒント』青春出版社、2020年6月10日。ISBN 978-4413231602。

## 出演
- 日曜美術館「化粧が呼び覚ます肌の記憶　メイクアップアーティスト　小林照子」（2024年2月11日、NHK Eテレ）[2]